# Brivadois
Le Brivadois (Brivadeis en auvergnat) est une région naturelle de France et un pays traditionnel d'Auvergne situé à l'ouest de la Haute-Loire et dans une petite partie du Puy-de-Dôme et du Cantal.

Situation du Brivadois (en orange) dans la région Auvergne

## Histoire
Le Brivadois tient son nom de sa capitale Brioude. À l'époque Carolingiens, c'était avec Clermont, Turluron, Tallende et Carlat, un des cinq comtés secondaires de l'Auvergne ; il était doté d'une viguerie particulière. Sur le plan ecclésiastique, le Brivadois a d'abord fait partie du diocèse de Clermont puis il a été rattaché à celui de Saint-Flour lors de sa création en 1317. Depuis 1822 il fait partie du diocèse du Puy-en-Velay.

## Géographie

### Situation
Le Brivadois correspond à la région située autour de Brioude. Il se situe au centre du Massif central et de la région Auvergne. Le Brivadois est principalement situé dans la Haute-Loire mais il déborde aussi sur le Puy-de-Dôme et le Cantal. Il compte environ 48 000 habitants, dont trois quarts dans les campagnes.
Le pays est entouré par les régions naturelles suivantes :
- Au nord par la Limagne
- À l'est par le Livradois et le Velay
- Au sud par la Margeride
- À l'ouest par le Cézallier

### Topographie
Le Brivadois est une zone de transition. Il se compose de petites plaines, les Limagnes, situées autour de Brioude (limagne de Brioude, de Massiac, de Langeac et Bassin minier de Brassac-les-Mines). Il comprend également la haute vallée de l'Allier ainsi que des contreforts des monts du Livradois (Auzon), du Cézallier (Blesle)  et de la Margeride (Saint-Just-près-Brioude).

### Communes et population
Le tableau suivant regroupe les communes par micro-pays et ne tient pas compte du découpage administratif. Certaines communes, situées en limites des massifs montagneux du Cézallier, de la Margeride ou du Livradois peuvent être omises ou surajoutées.
| Environs de Brioude 14932 hab. | Bassin minier 14900 hab. | Environs de Paulhaguet 3909 hab. | Langeadois et Vallée de l’Allier 9252 hab. | Bassin de Massiac et Pays Coupé alagnonais 4393 hab. |
| --- | --- | --- | --- | --- |
| - Auzon : 904 hab. - Azérat : 266 hab. - Beaumont : 237 hab. - Bournoncle-Saint-Pierre : 954 hab. - Brioude : 6820 hab. - Chaniat : 133 hab. - Cohade : 653 hab. - Fontannes : 1069 hab. - Javaugues : 157 hab. - Lamothe : 715 hab. - Lavaudieu : 225 hab. - Paulhac : 618 hab. - Saint-Beauzire : 271 hab. - Saint-Géron : 178 hab. - Saint-Just-près-Brioude : 390 hab. - Saint-Laurent-Chabreuges : 243 hab. - Vieille-Brioude : 1099 hab. | - Auzat-la-Combelle : 2037 hab. - Beaulieu : 911 hab. - Brassac-les-Mines : 3249 hab. - Charbonnier-les-Mines : 883 hab. - Frugères-les-Mines : 520 hab. - Jumeaux : 671 hab. - Lempdes-sur-Allagnon : 1318 hab. - Sainte-Florine : 3105 hab. - Vergongheon : 1758 hab. - Vézézoux : 448 hab. | - Chassagnes : 129 hab. - Chavaniac-Lafayette : 293 hab. - Collat : 80 hab. - Couteuges : 262 hab. - Domeyrat : 144 hab. - Frugières-le-Pin : 121 hab. - Jax : 131 hab. - Josat : 111 hab. - La Chomette : 131 hab. - Mazerat-Aurouze : 198 hab. - Montclard : 65 hab. - Paulhaguet : 981 hab. - Saint-Didier-sur-Doulon : 222 hab. - Sainte-Eugénie-de-Villeneuve : 109 hab. - Sainte-Marguerite : 37 hab. - Saint-Georges-d'Aurac : 411 hab. - Saint-Préjet-Armandon : 93 hab. - Salzuit : 341 hab. - Vals-le-Chastel : 50 hab. | - Aubazat : 172 hab. - Blassac : 121 hab. - Cerzat : 197 hab. - Chanteuges : 403 hab. - Charraix : 82 hab. - Chilhac : 187 hab. - Langeac : 4070 hab. - Lavoûte-Chilhac : 302 hab. - Mazeyrat-d'Allier : 1228 hab. - Pébrac : 136 hab. - Prades : 62 hab. - Saint-Arcons-d'Allier : 164 hab. - Saint-Bérain : 118 hab. - Saint-Cirgues : 147 hab. - Saint-Ilpize : 205 hab. - Saint-Julien-des-Chazes : 69 hab. - Saint-Privat-du-Dragon : 186 hab. - Siaugues-Sainte-Marie : 798 hab. - Villeneuve-d'Allier : 306 hab. - Vissac-Auteyrac : 299 hab. | - Auriac-l'Église : 209 hab. - Autrac : 72 hab. - Blesle : 657 hab. - Bonnac : 149 hab. - Chambezon : 99 hab. - Espalem : 255 hab. - Grenier-Montgon : 113 hab. - Léotoing : 206 hab. - Lorlanges : 255 hab. - Lubilhac : 116 hab. - Massiac : 1857 hab. - Molompize : 285 hab. - Saint-Étienne-sur-Blesle : 47 hab. - Torsiac : 73 hab. |

## Micro-pays du Brivadois

### La Limagne de Brioude
La Limagne de Brioude correspond approximativement aux communes de  Beaumont, Azérat, Bournoncle-Saint-Pierre, Frugères, Lempdes-sur-Allagnon, Sainte-Florine, Brioude et Fontane. Située entre le débouché de l’Allier à Vieille-Brioude et la confluence de cette rivière avec l’Alagnon, cette plaine de forme ovoïde a une longueur de 20 km et une largeur de 9 km. Elle se ressert au Nord-est dans le bassin Houiller de Brassac. C’est une région de polyculture bien que la production de céréales tend à s’accroitre au détriment de la production fourragère.
Patrimoine de Brioude et de ses environs
Brioude, ville étape sur le chemin de Saint-Jacques de Compostelle ainsi que sa région présentent un riche patrimoine historique.
Au cœur de Brioude, la basilique Saint-Julien est la plus est la plus vaste église romane d'Auvergne. La ville compte de nombreuses maisons canoniales ainsi que des demeures dont l'ancienneté remonte jusqu'au XIVe siècle. On peut aussi y voir l'Hôtel de la dentelle, la Maison du Saumon et de la Rivière ainsi que la Maison de Mandrin. Dans les environs de nombreux villages présentent un intérêt particulier. À Beaumont, l'église romane du XIIe siècle est inscrite à l'Inventaire supplémentaire des monuments historiques et le château privé de Lauriat date du XIIIe siècle. Bournoncle-Saint-Pierre, outre son église (IMH), abrite un château prieuré clunisien du XIIe siècle et un petit patrimoine bâti intéressant. À Javaugues, l'église d'inspiration romane possède un porche à arc outrepassé de tradition wisigothique. On y voit également trois fontaines dont une est ornée d'une croix en grès à figuration mutilée du XIIIe siècle (IMH). Lamothe, bourg médiéval fortifié, a gardé son château remanié au XVIIe siècle. Le château de Paulhac (IMH) date également du  XVIIe siècle ; la magnifique bâtisse a malheureusement été victime d'un incendie en juillet 2013. Le village de Lavaudieu, classé plus beau village de France, abrite la plus grande et la plus belle croix en fer forgé[non neutre] d'Auvergne ainsi que sa très fameuse abbaye. À Saint-Beauzire on peut voir les châteaux de Lespinasse (XIVe siècle), Bosbomparent (XIIIe siècle) et de la Chomette (XIXe siècle). À Saint-Géron la charmante église date du XVe siècle et à Vieille-Brioude, village de tradition viticole, on peut voir un pressoir de sept tonnes. L'église romane du village date du XIIe siècle et renferme un trésor ; le pont qui la jouxte enjambe l'Allier avec une seule arche de 54 m.

### Le Bassin minier de Brassac - Sainte-Florine

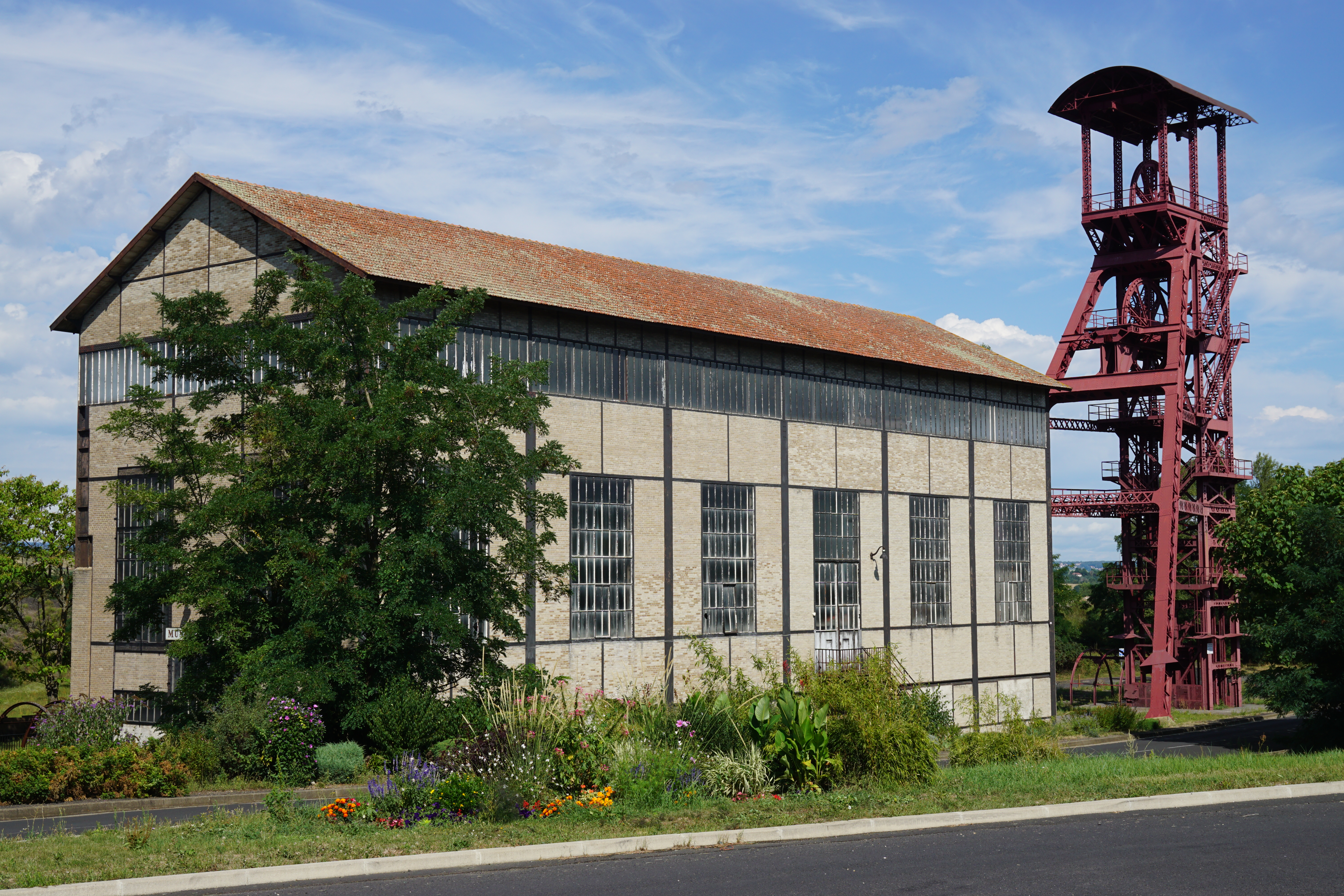
Musée de la mine de Brassac-Les-Mine.

Géographiquement, le bassin minier de Brassac - Sainte-Florine n'est que le prolongement nord de la Limagne de Brioude. Toutefois ses paysages miniers et son histoire humaine et industrielle en font au pays bien distinct de cette dernière.
Histoire des mines
L’exploitation minière existait dans cette petite région depuis le XVe siècle. L’ouverture du canal de Briare permit la vente de la production au-delà de la région et après la révolution l’exploitation se rationalisa. En 1805 le baron Sadourny industrialisa la production. L’arrivée du chemin de fer (Grand Central) en 1852 accéléra le développement et permit l’entrée en jeu des grandes compagnies minières et sidérurgiques. À partir du XXe siècle la production et les rendements augmentèrent de façon significative. Les mines fermèrent en 1978 après cinq siècles d’exploitation.
La population
À l’origine, de simples paysans vivant en autarcie travaillaient dans les mines pour se procurer des liquidités monétaires. Ces mineurs paysans préféraient souvent vivre dans leurs fermes et faisaient donc double journée de travail, donnant toujours la priorité aux activités agricoles. Au XIXe siècle les ouvriers gardèrent une tradition d’occupation agricole (jardins, vignes) puis, au XXe siècle, les compagnies minières firent appel à la main d’œuvre immigrée d’origine européenne (Pologne et Italie principalement). Ces nouveaux venus s’intégrèrent rapidement. Une population aux traditions ouvrières spécifiques se forma ainsi.

### Le bassin de Massiac, et le Pays Coupé alagnonais
Ce micro-pays correspond à une région naturelle variée constitué d'unités physiques diverses qui s'articulent autour de l'Alagnon. À partir de Molompize la vallée de l’Alagnon se couvre de maraichages et s'ouvre ensuite sur la Limagne de Massiac qui s’étire jusqu’au Basbory de Blesle. Les étroits vallons d'Auriac-l'Église de Bonnac et de Blesle la prolongent. Ces vallées sont dominées par des coulées de basalte qui forment des plateaux se terminant par des falaises, parfois disposées en escalier. Quand ces coulées de lave se sont produites elles ont suivi le lit d’anciennes rivières, au fil des millénaires l’érosion les a dégagées pour les laisser maintenant perchées sur un socle cristallin. Il s’agit d’un bel exemple de relief inversé. Les pentes des coteaux étaient autrefois cultivées en terrasses : les palhas. On y trouvait des arbres fruitiers mais aussi de la vigne qui a été réintroduite récemment.

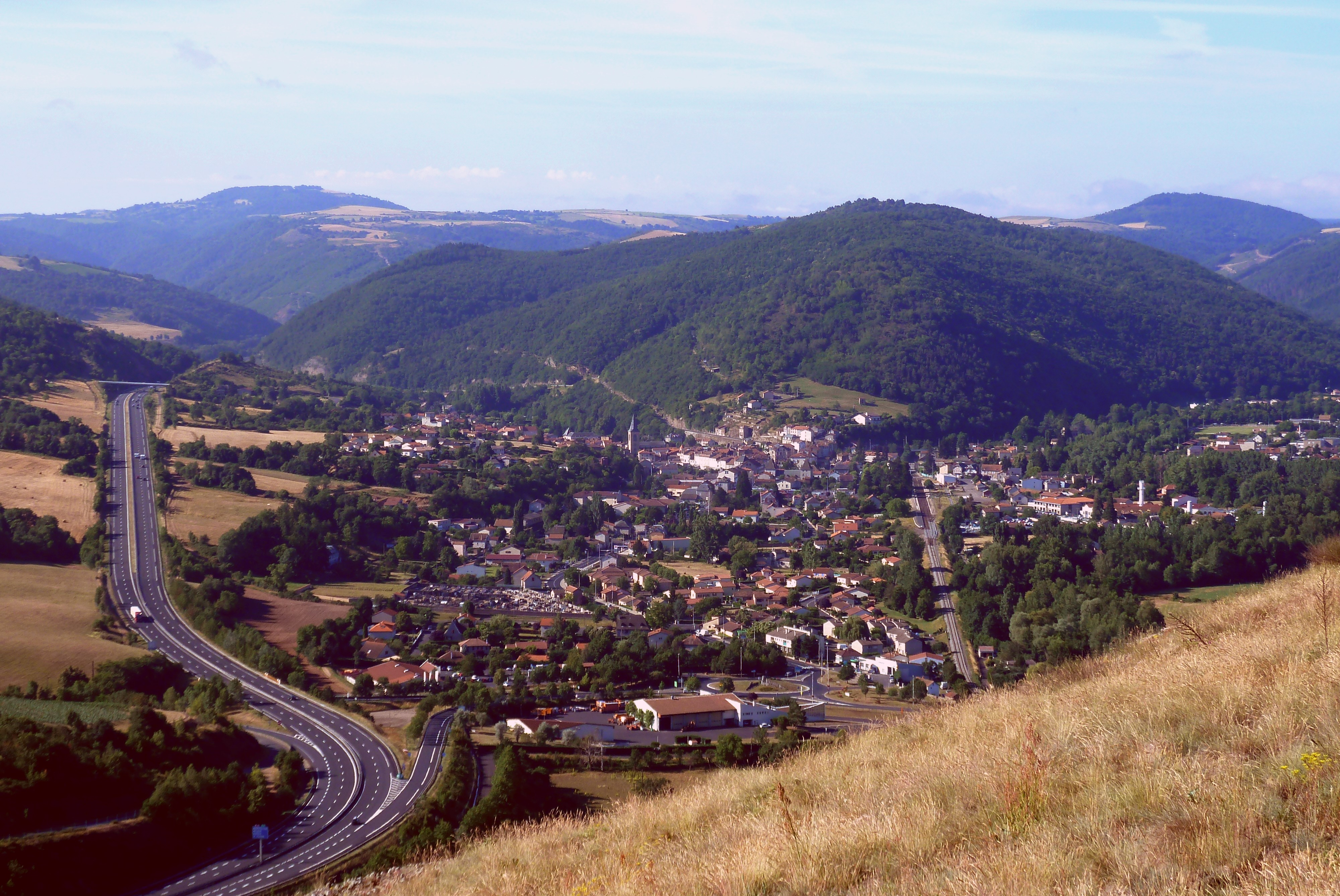
L'autoroute A75 et Massiac
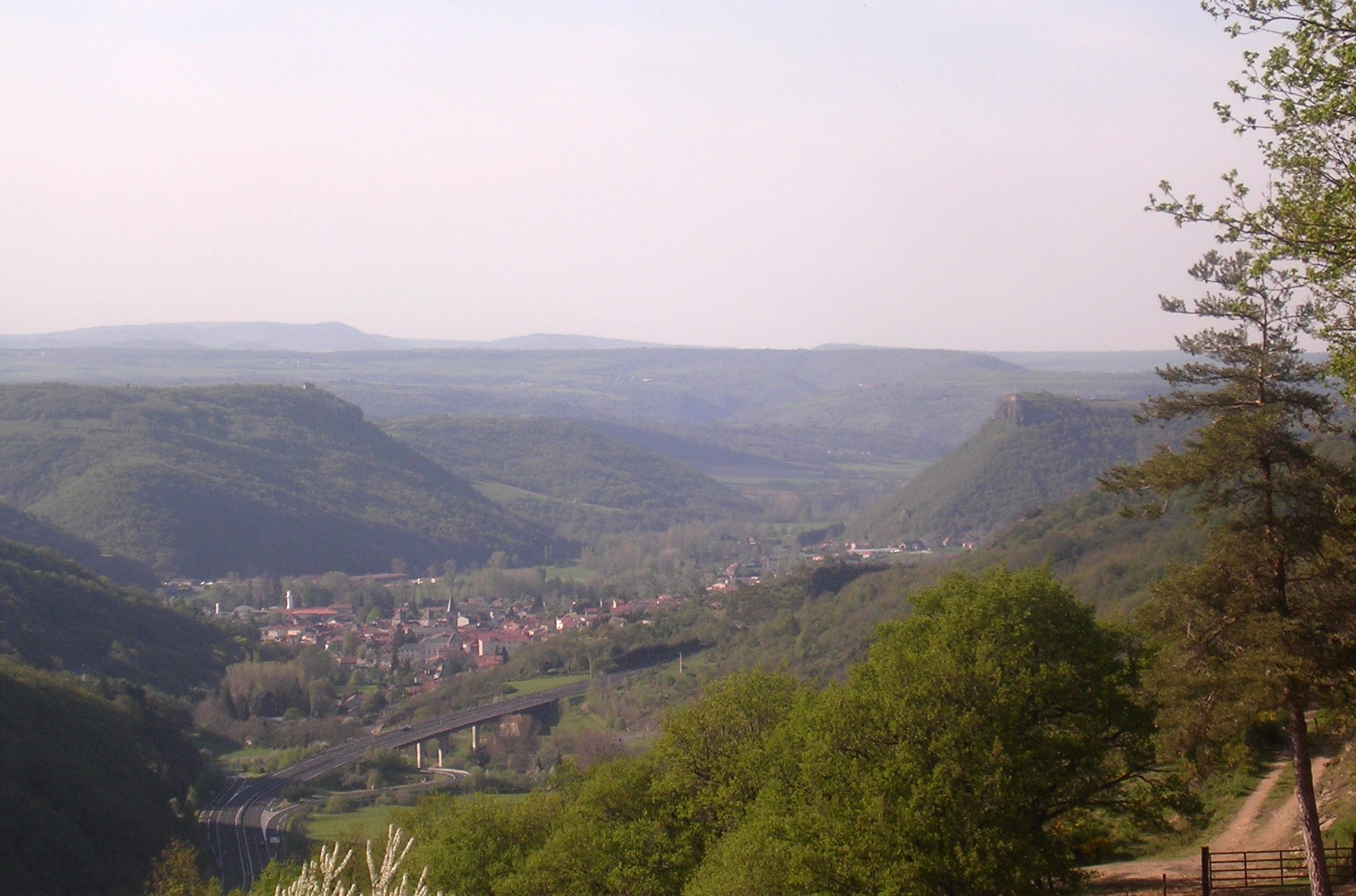
Le bassin de Massiac
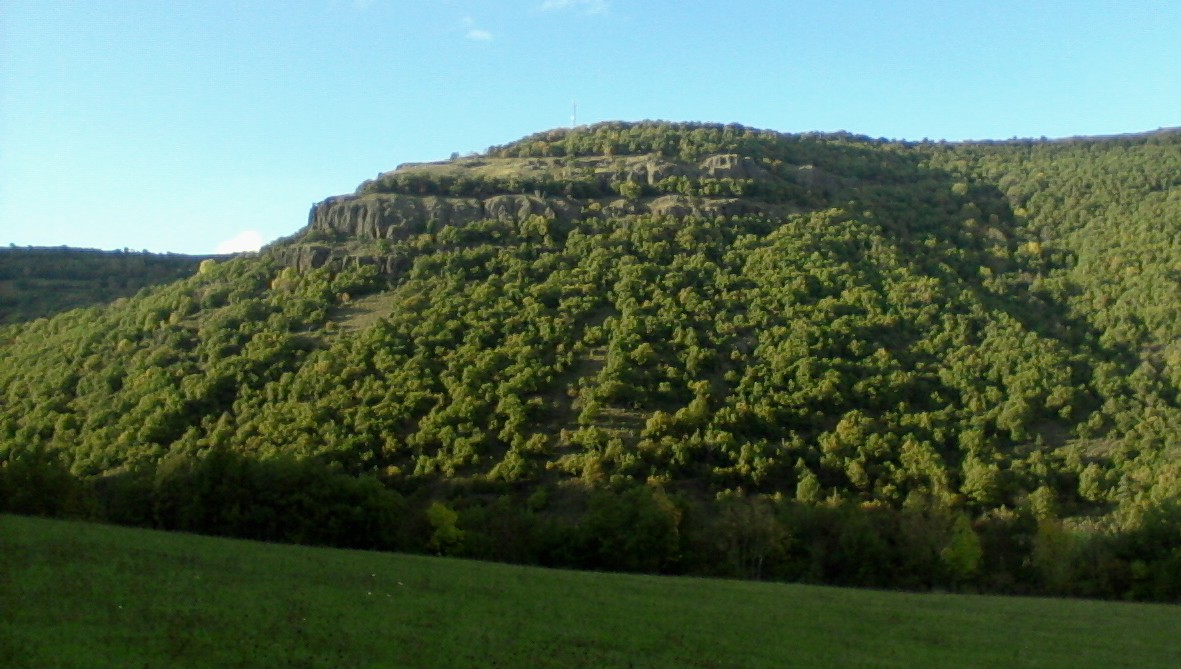
Relief inversé (Auzelaret).
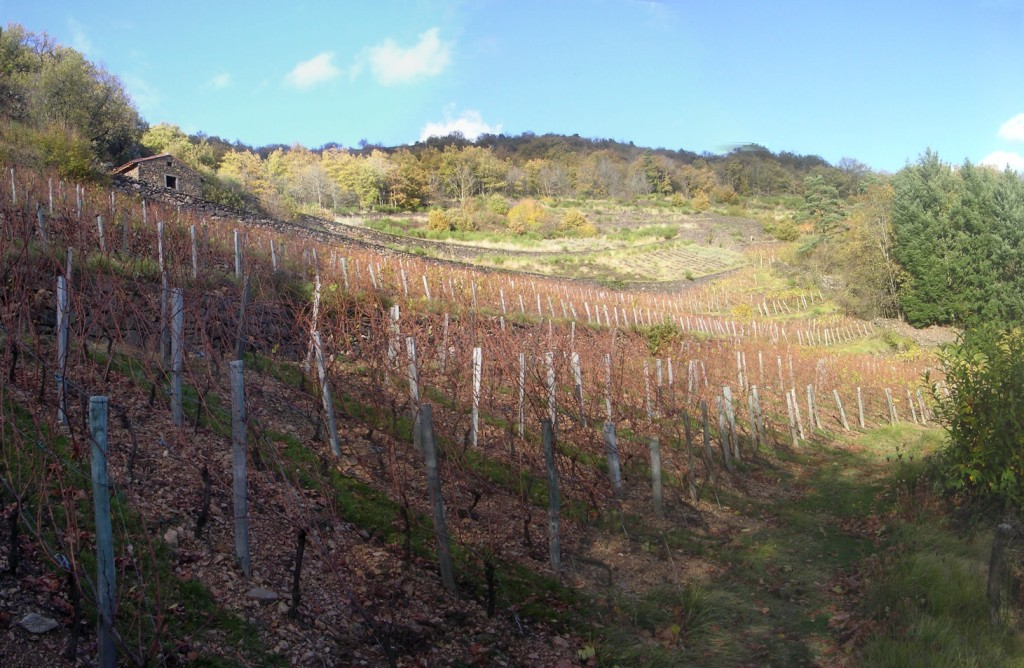
Culture de la vigne en terrasse (Molompize).
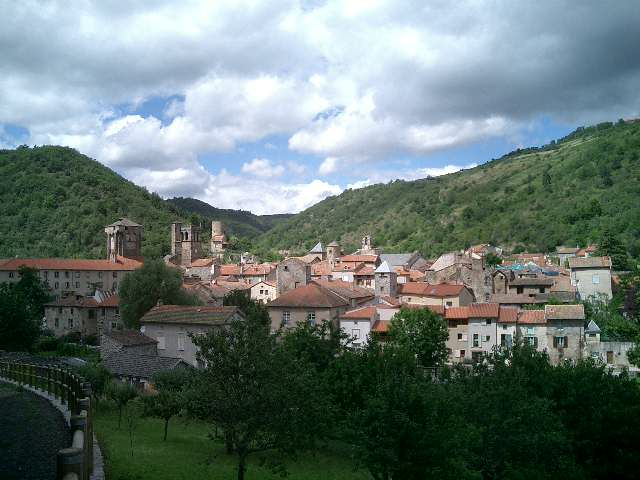
Vue sur Blesle
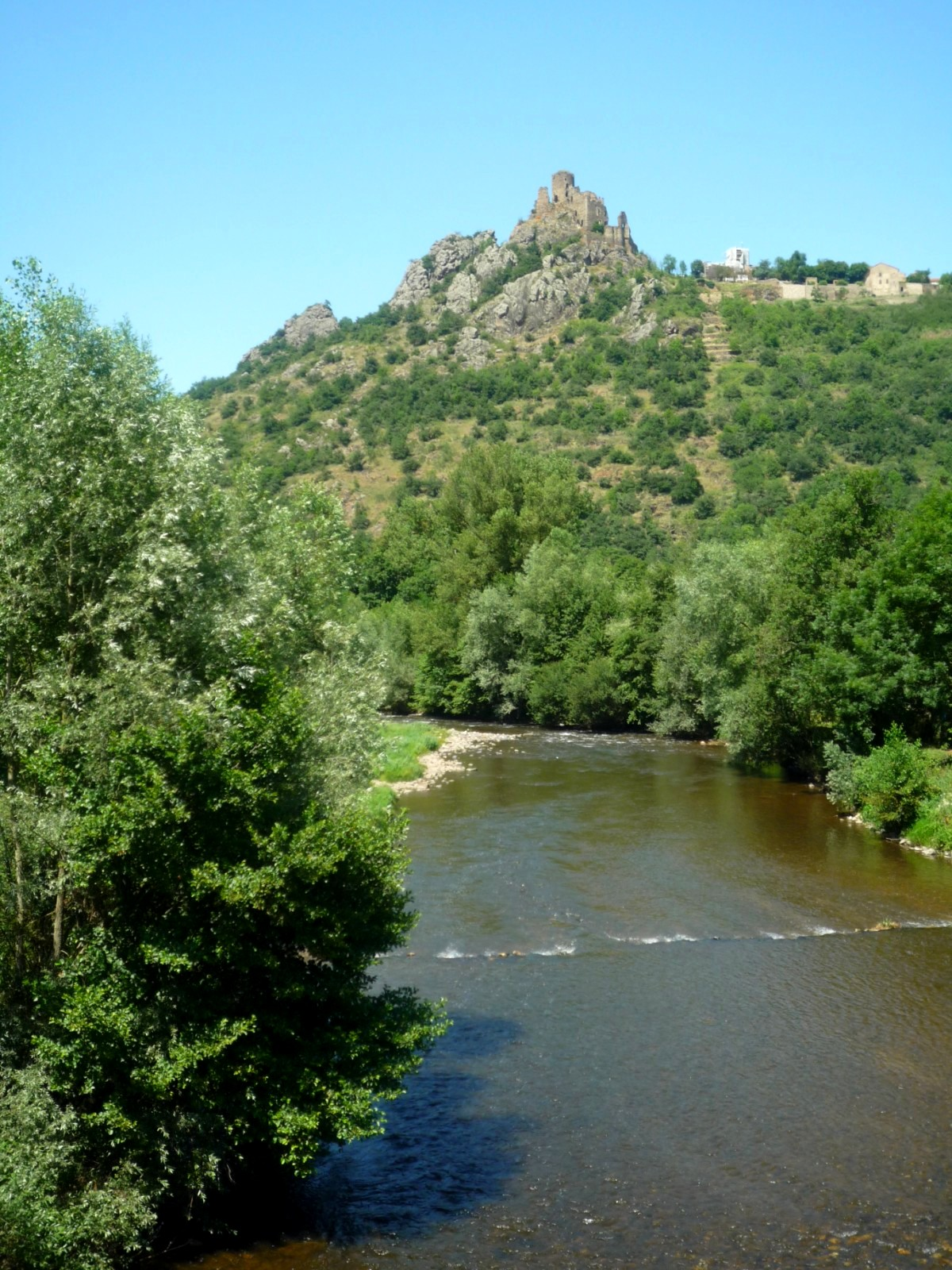
L'Alagnon à Léotoing

## Culture et traditions

### Langue régionale
La langue traditionnelle du Brivadois est l'auvergnat. Pierre Bonnaud y distingue différentes zones dialectales. Les parties nord et est de la région sont l'aire de l'auvergnat médian dans sa variété du centre. Dans la région de Brioude et Massiac, l'auvergnat médian comporte des traits sanflorains (auvergnat méridional). Dans la région de Langeac on parlait la variété centrale de l'auvergnat méridional.

### Gastronomie
La gastronomie du Brivadois est typiquement auvergnate. Les salaisons y sont réputées et on y trouve plusieurs unités de production artisanales. On y fait du foie gras que l'on poêle et que l'on sert avec des lentilles du Puy. Ce légume accompagne avantageusement le petit salé. Les saumons que l'on péchait jadis en grande quantité dans l'Allier sont accommodés en tourte avec de la crème et des champignons. la pachade est une sorte de crêpe épaisse et croustillante cuite dans une poêle avec du beurre. Elle peut être servie salée, avec de la palette par exemple, ou sucrée comme un dessert. Comme dans le Velay, on produit le fromage aux artisons. Il s'agit d'un fromage au lait de vache affiné avec un acarien du fromage, le Ciron de la farine.

## Économie
L'agriculture est un des principaux atouts du Brivadois. Sa capitale, Brioude, compte 6 537 habitants en 2020 (16 678 habitants pour la Communauté de communes Brioude Sud Auvergne). Elle est  sous-préfecture de la Haute-Loire. Le Brivadois bénéficie d'un grand pôle industriel autour d'Arvant et Largelier, qui abrite des entreprises importantes (RichesMonts, Saint-Géron, Brioude-Internet, Peugeot). Le secteur des eaux minérales y est représenté par les Eaux de Saint-Géron qui proposent un produit orienté vers le haut de gamme. Air Products à un centre important de production à Massiac, les industries de la plasturgie et du bois sont présentes à Langeac.

## Sport

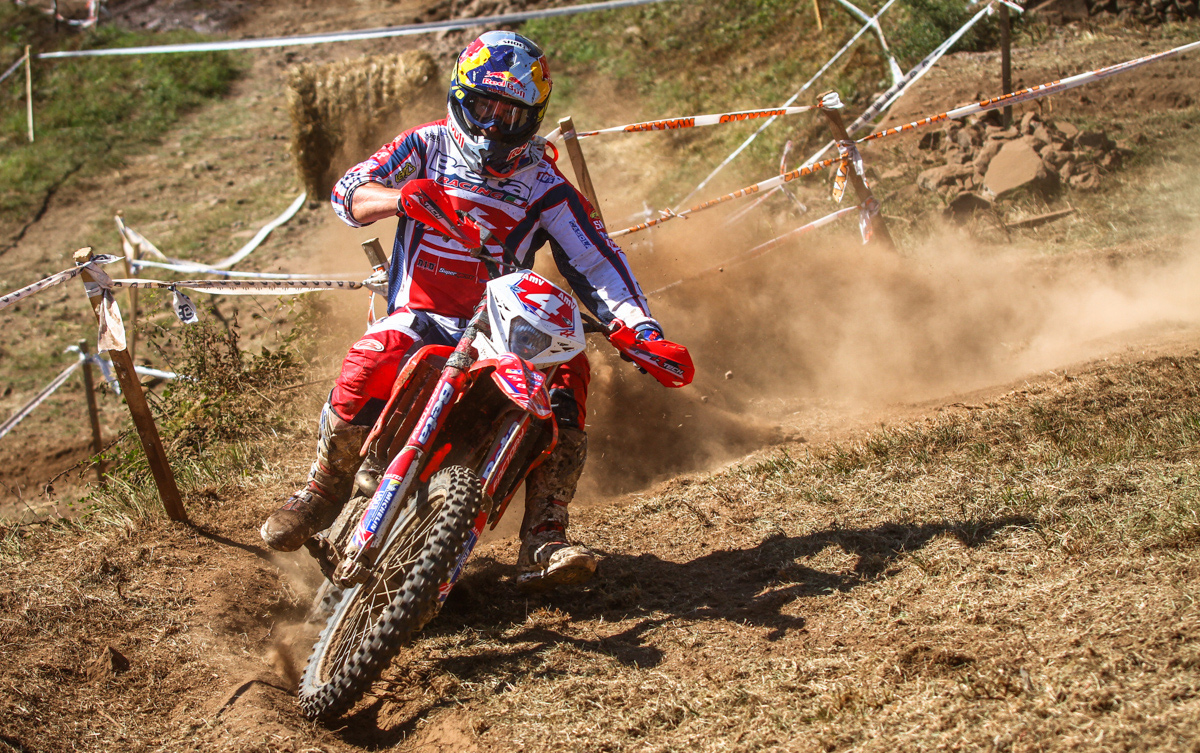
Johnny Aubert lors de la finale du championnat du monde d'enduro 2014 à Brioude.

### Rugby
En 2017 le Sporting Club brivadois jouait en Fédérale 3

### Football
Plusieurs clubs de foot se distinguent dans la région :
- ASC Langeac, District 2 Haute Loire
- US Brioude, Régional 2 AURA
- La Combelle CAB, PH

### Moto
Le Brivadois est le berceau de l'enduro français. En 1972, c’est à Brioude que quelques pionniers de la moto tout-terrain, sous la houlette de Jean-Louis Figureau, vont organiser le premier championnat d'enduro en France. En 1980 l’enduro français a pris un véritable essor avec les ISDT de Brioude organisés par le Moto Club d’Auvergne.
Il se déroule toujours une épreuve de moto célèbre, la Ronde du Brivadois qui se déploie aux environs de Brioude, Blesle et Fontannes.